# Zlatý pohár CONCACAF 2005
Zlatý pohár CONCACAF 2005 bylo 18. mistrovství pořádané fotbalovou asociací CONCACAF. Vítězem se stala Fotbalová reprezentace Spojených států.

## Kvalifikované týmy
Hlavní článek: Kvalifikace na Zlatý pohár CONCACAF 2005
Severoamerická zóna – kvalifikováni automaticky:
- USA (hostitel)
- Mexiko
- Kanada

Karibská zóna – kvalifikováni přes Karibský pohár 2005:
- 1. místo  Jamajka
- 2. místo  Kuba
- 3. místo  Trinidad a Tobago

Středoamerická zóna – kvalifikováni přes Středoamerický pohár 2005:
- 1. místo:  Kostarika
- 2. místo:  Honduras
- 3. místo:  Guatemala
- 4. místo:  Panama

Pozvané týmy:
- Kolumbie
- Jihoafrická republika

## Základní skupiny
| Vysvětlivky | Vysvětlivky                                                                                  |
| ----------- | -------------------------------------------------------------------------------------------- |
|             | První dva týmy z každé skupiny a nejlepší dva týmy na třetích místech postoupily do play off |

### Skupina A
| Tým               | Z | V | R | P | VG | IG | +/- | B |
| ----------------- | - | - | - | - | -- | -- | --- | - |
| Honduras          | 3 | 2 | 1 | 0 | 4  | 2  | +2  | 7 |
| Panama            | 3 | 1 | 1 | 1 | 3  | 3  | 0   | 4 |
| Kolumbie          | 3 | 1 | 0 | 2 | 3  | 3  | 0   | 3 |
| Trinidad a Tobago | 3 | 0 | 2 | 1 | 3  | 5  | -2  | 2 |

| 5. července 2005 |          |            |                                                                 |
| Kolumbie         | 0:1      | Panama     | Orange Bowl, Miami diváci: 10 311 rozhodčí: Carlos Batres (GUA) |
|                  | (Report) | Tejada 70' | Orange Bowl, Miami diváci: 10 311 rozhodčí: Carlos Batres (GUA) |

| 5. července 2005  |          |              |                                                                    |
| Trinidad a Tobago | 1:1      | Honduras     | Orange Bowl, Miami diváci: 10 311 rozhodčí: Mauricio Navarro (CAN) |
| Birchall 28'      | (Report) | Figueroa 43' | Orange Bowl, Miami diváci: 10 311 rozhodčí: Mauricio Navarro (CAN) |

| 9. července 2005 |          |                       |                                                                          |
| Panama           | 2:2      | Trinidad a Tobago     | Orange Bowl, Miami diváci: 17 292 rozhodčí: Enrico Wijngaarde (Suriname) |
| Tejada 24', 90'  | (Report) | Andrews 17' Glenn 90' | Orange Bowl, Miami diváci: 17 292 rozhodčí: Enrico Wijngaarde (Suriname) |

| 9. července 2005   |          |            |                                                                   |
| Honduras           | 2:1      | Kolumbie   | Orange Bowl, Miami diváci: 17 292 rozhodčí: Marco Rodríguez (MEX) |
| Velásquez 79', 82' | (Report) | Moreno 30' | Orange Bowl, Miami diváci: 17 292 rozhodčí: Marco Rodríguez (MEX) |

| 11. července 2005       |          |                   |                                                                  |
| Kolumbie                | 2:0      | Trinidad a Tobago | Orange Bowl, Miami diváci: 8 457 rozhodčí: Marco Rodríguez (MEX) |
| Aguilar 77' Hurtado 79' | (Report) |                   | Orange Bowl, Miami diváci: 8 457 rozhodčí: Marco Rodríguez (MEX) |

| 11. července 2005 |          |        |                                                                         |
| Honduras          | 1:0      | Panama | Orange Bowl, Miami diváci: 8 457 rozhodčí: Enrico Wijngaarde (Suriname) |
| Caballero 80'     | (Report) |        | Orange Bowl, Miami diváci: 8 457 rozhodčí: Enrico Wijngaarde (Suriname) |

### Skupina B
| Tým       | Z | V | R | P | VG | IG | +/- | B |
| --------- | - | - | - | - | -- | -- | --- | - |
| USA       | 3 | 2 | 1 | 0 | 6  | 1  | +5  | 7 |
| Kostarika | 3 | 2 | 1 | 0 | 4  | 1  | +3  | 7 |
| Kanada    | 3 | 1 | 0 | 2 | 2  | 4  | -2  | 3 |
| Kuba      | 3 | 0 | 0 | 3 | 3  | 9  | -6  | 0 |

| 6. července 2005 |          |           |                                                                       |
| Kanada           | 0:1      | Kostarika | Qwest Field, Seattle diváci: 15 831 rozhodčí: Peter Prendergast (JAM) |
|                  | (Report) | Soto 30'  | Qwest Field, Seattle diváci: 15 831 rozhodčí: Peter Prendergast (JAM) |

| 6. července 2005 |          |                                          |                                                                 |
| Kuba             | 1:4      | USA                                      | Qwest Field, Seattle diváci: 15 831 rozhodčí: José Pineda (HON) |
| Moré 18'         | (Report) | Dempsey 44' Donovan 87', 90' Beasley 89' | Qwest Field, Seattle diváci: 15 831 rozhodčí: José Pineda (HON) |

| 8. července 2005         |          |             |                                                                      |
| Kostarika                | 3:1      | Kuba        | Qwest Field, Seattle diváci: 15 109 rozhodčí: Benito Archundia (MEX) |
| Brenes 61', 85' Soto 85' | (Report) | Galindo 72' | Qwest Field, Seattle diváci: 15 109 rozhodčí: Benito Archundia (MEX) |

| 8. července 2005                 |          |        |                                                                 |
| USA                              | 2:0      | Kanada | Qwest Field, Seattle diváci: 15 109 rozhodčí: Neal Brizan (TRI) |
| Hutchinson 48' (vl.) Donovan 90' | (Report) |        | Qwest Field, Seattle diváci: 15 109 rozhodčí: Neal Brizan (TRI) |

| 11. července 2005 |          |           |                                                                              |
| USA               | 0:0      | Kostarika | Gillette Stadium, Foxborough diváci: 15 211 rozhodčí: Benito Archundia (MEX) |
|                   | (Report) |           | Gillette Stadium, Foxborough diváci: 15 211 rozhodčí: Benito Archundia (MEX) |

| 11. července 2005        |          |               |                                                                               |
| Kanada                   | 2:1      | Kuba          | Gillette Stadium, Foxborough diváci: 15 211 rozhodčí: Roberto Moreno (Panama) |
| Gerba 69' Hutchinson 87' | (Report) | Cervantes 90' | Gillette Stadium, Foxborough diváci: 15 211 rozhodčí: Roberto Moreno (Panama) |

### Skupina C
| Tým                   | Z | V | R | P | VG | IG | +/- | B |
| --------------------- | - | - | - | - | -- | -- | --- | - |
| Mexiko                | 3 | 2 | 0 | 1 | 6  | 2  | +4  | 6 |
| Jihoafrická republika | 3 | 1 | 2 | 0 | 6  | 5  | +1  | 5 |
| Jamajka               | 3 | 1 | 1 | 1 | 7  | 7  | 0   | 4 |
| Guatemala             | 3 | 0 | 1 | 2 | 4  | 9  | -5  | 1 |

| 9. července 2005                       |          |           |                                                                                      |
| Mexiko                                 | 4:0      | Guatemala | Los Angeles Memorial Coliseum, Los Angeles diváci: 30 710 rozhodčí: Óscar Ruiz (COL) |
| Borgetti 5', 14' Galindo 54' Bravo 65' | (Report) |           | Los Angeles Memorial Coliseum, Los Angeles diváci: 30 710 rozhodčí: Óscar Ruiz (COL) |

| 9. července 2005                |          |                                        |                                                                                                 |
| Jamajka                         | 3:3      | Jihoafrická republika                  | Los Angeles Memorial Coliseum, Los Angeles diváci: 30 710 rozhodčí: Kevin Stott (United States) |
| Hue 35' Stewart 45' Bennett 80' | (Report) | Raselemane 35' Ndlela 41' Nomvethe 56' | Los Angeles Memorial Coliseum, Los Angeles diváci: 30 710 rozhodčí: Kevin Stott (United States) |

| 11. července 2005 |          |                       |                                                                               |
| Guatemala         | 1:1      | Jihoafrická republika | Reliant Stadium, Houston diváci: 45 311 rozhodčí: Kevin Stott (United States) |
| Romero 37'        | (Report) | Nkosi 45'             | Reliant Stadium, Houston diváci: 45 311 rozhodčí: Kevin Stott (United States) |

| 11. července 2005 |          |         |                                                                        |
| Mexiko            | 1:0      | Jamajka | Reliant Stadium, Houston diváci: 45 311 rozhodčí: Walter Quesada (CRC) |
| Medina 19'        | (Report) |         | Reliant Stadium, Houston diváci: 45 311 rozhodčí: Walter Quesada (CRC) |

### Žebříček týmů na třetích místech
| Sk. | Tým      | Z | V | R | P | VG | IG | +/- | B |
| --- | -------- | - | - | - | - | -- | -- | --- | - |
| C   | Jamajka  | 3 | 1 | 1 | 1 | 7  | 7  | 0   | 4 |
| A   | Kolumbie | 3 | 1 | 0 | 2 | 3  | 3  | 0   | 3 |
| B   | Kanada   | 3 | 1 | 0 | 2 | 2  | 4  | -2  | 3 |

## Play off

### Čtvrtfinále
| 16. července 2005 13:00            |        |                      |                                                                       |
| Honduras                           | 3:2    | Kostarika            | Gillette Stadium, Foxborough diváci: 22 108 rozhodčí: Archundia (MEX) |
| Velasquez 6' Turcios 27' Núñez 29' | Report | Bolaños 39' Ruiz 81' | Gillette Stadium, Foxborough diváci: 22 108 rozhodčí: Archundia (MEX) |

| 16. července 2005 16:00  |        |            |                                                                    |
| USA                      | 3:1    | Jamajka    | Gillette Stadium, Foxborough diváci: 22 108 rozhodčí: Batres (GUA) |
| Wolff 6' Beasley 42' 83' | Report | Fuller 88' | Gillette Stadium, Foxborough diváci: 22 108 rozhodčí: Batres (GUA) |

| 17. července 2005 15:00 |        |                            |                                                                 |
| Mexiko                  | 1:2    | Kolumbie                   | Reliant Stadium, Houston diváci: 60 050 rozhodčí: Sibrian (SLV) |
| Pineda 64'              | Report | Castrillón 58' Aguilar 74' | Reliant Stadium, Houston diváci: 60 050 rozhodčí: Sibrian (SLV) |

| 17. července 2005 18:00 |              |                 |                                                                     |
| Jihoafrická republika   | 1:1 (prodl.) | Panama          | Reliant Stadium, Houston diváci: 60 050 rozhodčí: Prendergast (JAM) |
| Ndlela 68'              | Report       | Dely Valdez 48' | Reliant Stadium, Houston diváci: 60 050 rozhodčí: Prendergast (JAM) |

|                            |     | Penaltový rozstřel                  |  |
| Evans Gaxa Katza Lekgwathi | 3:5 | Tejada Rodríguez Baloy Blanco Gómez |  |

### Semifinále
| 21. července 2005 18:00 |        |                          |                                                                            |
| Honduras                | 1:2    | USA                      | Giants Stadium, East Rutherford diváci: 41.721 rozhodčí: Prendergast (JAM) |
| Guerrero 30'            | Report | O'Brien 86' Onyewu 90+2' | Giants Stadium, East Rutherford diváci: 41.721 rozhodčí: Prendergast (JAM) |

| 21. července 2005 21:00 |        |                                  |                                                                        |
| Kolumbie                | 2:3    | Panama                           | Giants Stadium, East Rutherford diváci: 41 721 rozhodčí: Sibrian (SLV) |
| Patiño 62' 88'          | Report | Phillips 11' 72' Dely Valdés 26' | Giants Stadium, East Rutherford diváci: 41 721 rozhodčí: Sibrian (SLV) |

### Finále
| 24. července 2005 15:00 |              |        |                                                                       |
| USA                     | 0:0 (prodl.) | Panama | Giants Stadium, East Rutherford diváci: 31 018 rozhodčí: Batres (GUA) |
|                         | Report       |        | Giants Stadium, East Rutherford diváci: 31 018 rozhodčí: Batres (GUA) |

|                              |     | Penaltový rozstřel              |  |
| Quaranta Armas Donovan Davis | 3:1 | Tejada Dely Valdés Baloy Blanco |  |